# Il provinciale
Il provinciale è un film commedia italiano del 1971 diretto da Luciano Salce.

## Trama
Il ventiduenne Giovanni si trasferisce a Roma dalla provincia per intraprendere la professione di giornalista, ma l'impatto è deludente perché nessun giornale è interessato ad assumerlo.
Giovanni si adatta a lavorare come benzinaio e meccanico presso una stazione di servizio.
Un giorno, mentre cammina per strada, viene investito da un'auto di lusso, da cui scende Giulia, una ragazza bellissima e molto elegante, che l'ospita in casa e con la quale in breve tempo inizia una storia d'amore.
Giovanni, ingenuo e inesperto, dopo un mese di frequentazione non ha ancora capito qual è il lavoro della ragazza. Lei, sinceramente innamorata di Giovanni, gli spiega che è una "squillo", cosa che non ha mai nascosto. Lei prova a cambiare vita per il bene del loro rapporto ma la difficoltà a trovare lavoro e le ristrettezze economiche le rendono la vita difficile. Quando nella vita di Giovanni entra una ragazza giovane e bella, Silvana, con la quale lui sembra avere un buon rapporto di amicizia, Giulia decide di partire all'insaputa di tutti per lasciare libero Giovanni di farsi una vita con una ragazza adatta a lui e permettere a lei di riprendere la sua vecchia vita altrove.